# Oscar Sorto
Oscar Sorto (Los Angeles, 8 augustus 1994) is een Amerikaans voetballer die in 2013 vanuit de jeugd een contract tekende bij Los Angeles Galaxy uit de Major League Soccer.

## Clubcarrière
Sorto werd geboren in Los Angeles en kwam dan ook uit de eigen opleiding van Los Angeles Galaxy. Hij tekende op 11 december 2012 een contract bij de club. Op 26 september 2013 maakte hij in een CONCACAF Champions League wedstrijd tegen C.S. Cartaginés zijn debuut voor Los Angeles. Hij startte in de basis op rechtsback in de met 3-0 gewonnen wedstrijd.
Op 21 maart 2014 werd Sorto aan Los Angeles Galaxy II verhuurd. Hij maakte op 23 maart 2014 tegen Orange County Blues zijn debuut.